# Gary Burton
Gary Burton (ur. 23 stycznia 1943 w Anderson w stanie Indiana) – amerykański wibrafonista jazzowy.
Znany z opracowania techniki gry na wibrafonie za pomocą czterech pałek.
Studiował, a później wykładał w Berklee College of Music.

## Życiorys
Burton samodzielnie uczył się gry na wibrafonie. W wieku 17 lat zadebiutował swoim nagraniem w Nashville (Tennessee) z gitarzystami Hankiem Gerlandem oraz Chetem Atkinsem. Dwa lata później Burton porzucił studia w Berklee College of Music, by dołączyć do George’a Shearinga, a następnie do Stana Getza, z którym pracował w latach 1964-1966.
Jako członek Getz’s Quartet Gary Burton wygrał nagrodę Talent Deserving of Wider Recognition magazynu Down Beat w 1965 roku. Później opuścił zespół Getza, by założyć swój własny kwartet w 1967 roku. Burton nagrał także 3 albumy dla RCA. Burton zaczął zdobywać szybko wielu fanów, co zostało uwieńczone nagrodą Jazzmana Roku (Jazzman of the Year) w 1968 roku (był najmłodszą osobą mającą ten zaszczyt). Podczas współpracy z ECM (1973 – 1988) działalność kwartetu Burtona rozszerzyła się i wzięła pod swoje skrzydła młodego Pata Metheny’ego (gitara), dzięki czemu powstawały nowe kompozycje. W latach 70. Burton zaczął skupiać się bardziej na ‘dogłębnym’ kontekście swojej muzyki. Jego album Alone at Last (1971) oraz 1971 Montreux Jazz Festival, na którym wystąpił solo, został uhonorowany nagrodą (jego pierwszą w życiu) Grammy. Współpracował także z Chickiem Corea, co zaowocowało czterema kolejnymi nagrodami Grammy.
W latach 70. Burton zapoczątkował karierę nauczyciela w Berklee College of Music w Bostonie. Nauczał perkusji oraz improwizacji w 1971 r. W 1985 roku został dziekanem, w 1989 otrzymał honorowy doktorat muzyki, a w 1996 został powołany na wiceprezesa odpowiadającego za nadzór codziennych działań collage’u.